# Torre de l'Urgell
La Torre de l'Urgell és una masia situada al municipi de Sidamon a la comarca catalana del Pla d'Urgell.